# ويليام وايت
ويليام وايت هو محامي وسياسي كندي، ولد في 29 أبريل 1856 في هاميلتون في كندا، وتوفي في 9 مايو 1953. حزبياً، نشط في حزب كندا المحافظ. وقد انتخب Member of the Council of the Northwest Territories ‏ عن دائرة Regina (territorial electoral district) ‏ (13 أغسطس 1883 – 12 أغسطس 1885).